# Goffredo Parise

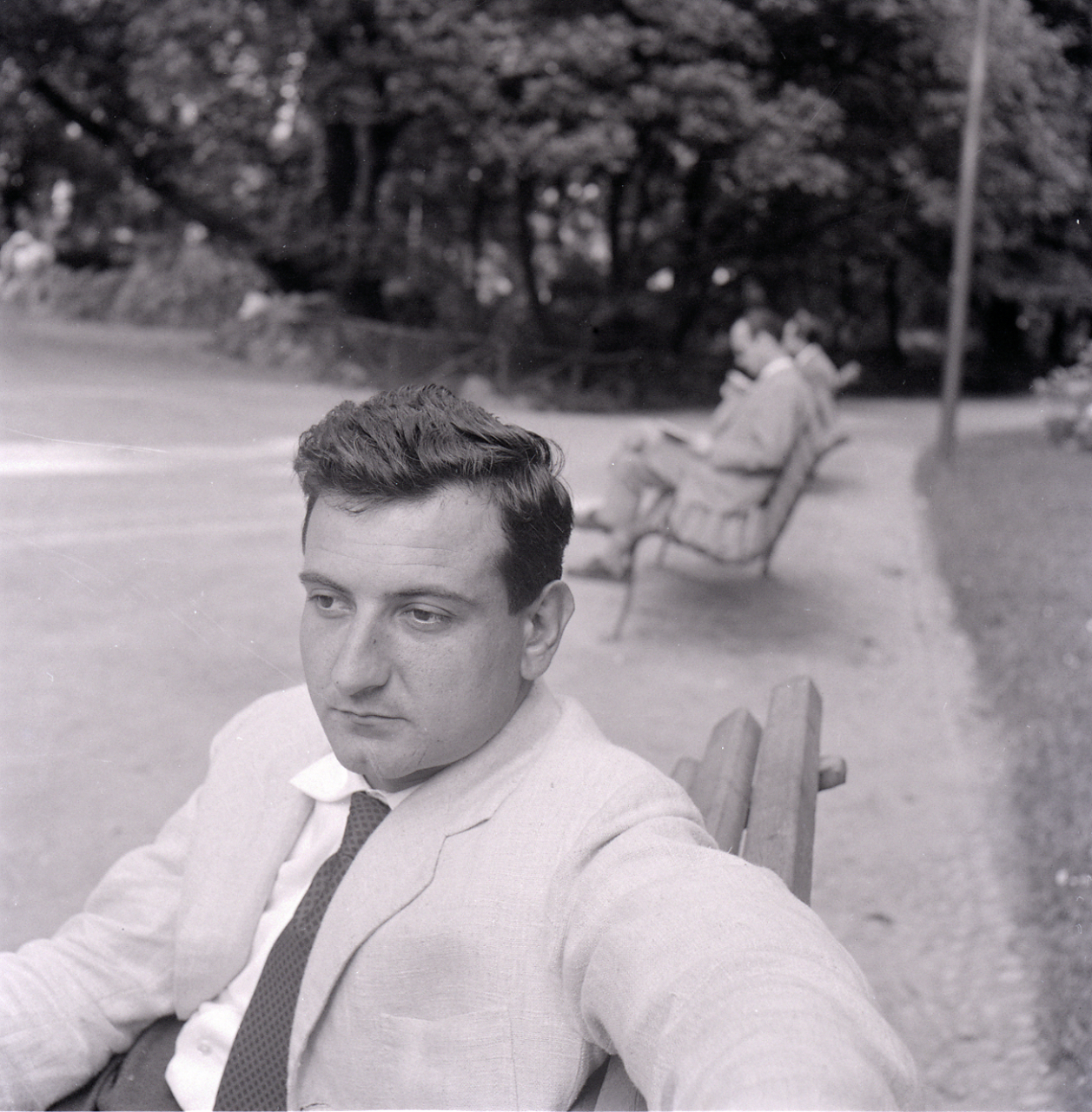
Goffredo Parise.

Goffredo Parise, född 8 december 1929 i Vicenza, död 31 augusti 1986 i Treviso, var en italiensk författare och journalist.
Parise fick sina första berättelser tryckta redan i 15-16-årsåldern. 1951 debuterade han med en egenartad roman, Il ragazzo e le comete. Den vackre prästen, där udden är riktad mot bigotteriet och hyckleriet under fascismen, väckte skandal. Efter en rad romaner, som på ett eller annat sätt anknyter till religionen, utgav Parise satiren Chefen, där han slagkraftigt angriper robotsamhället.